# Эльса (львица)
Эльса (англ. Elsa the lioness, ок. 28 января 1956 — 24 января 1961) — осиротевшая львица, выращенная со своими сёстрами Большая и Люстика писательницей Джой Адамсон и ее мужем, охотником и натуралистом Джорджем Адамсоном. Хотя две её сестры отправились в Роттердамский зоопарк, Эльса была научена Адамсонами выживать самостоятельно, а позднее была отпущена на волю.
История Эльзы описывается Джой Адамсон в нескольких книгах и фильмах, в том числе в фильме 1966 года «Рождённая свободной».

## История
Эльса и её сёстры осиротели 1 февраля 1956 года, в возрасте нескольких дней. Джордж Адамсон, британский натуралист, был вынужден убить их мать, которая вела себя агрессивно по отношению к нему. Однако он спас троих её четырёхдневных детёнышей и привёз их в свой лагерь.
Пока Эльса была маленькой, она жила как домашнее животное. Лучше всего она слушалась супругу Джорджа, Джой Адамсон. Отправив двоих детёнышей Большую и Люстику в Роттердамский зоопарк, Джой решила дать Эльсе необходимые знания и умения для жизни в дикой природе. Результат оправдал её ожидания, Эльса успешно адаптировалась в дикой природе, а Джой получила мировую известность благодаря книге о жизни Эльсы.
В возрасте трёх лет Эльса привела троих своих детёнышей к Адамсонам, чтобы показать их. Два львёнка получили имена Джеспа и Гоп, а их сестра — Эльса-маленькая. Жизнь Эльсы и её детёнышей описана в книге Living Free.
Эльса умерла рано - от бабезиоза, переносимого клещами заболевания крови, похожего на малярию, которое часто поражает кошачьих. Эльса похоронена в национальном парке Меру. К концу жизни Эльсы среди местного населения стал подниматься уровень недовольства по отношению к ней и её детёнышам. Кроме того, после смерти матери детёныши Эльсы стали более зависимыми от людей, что уменьшало шанс на выживание львят в дикой природе. Недовольство окружающих заставило Адамсонов переместить детёнышей в Серенгети.
Дальнейшая судьба львят неизвестна. После 19 месяцев поиска Эльса-маленькая была найдена здоровой в компании двух других львов. Однако это был последний раз, когда видели детёнышей Эльсы.